# 旧制中等教育学校の一覧 (山梨県)
山梨県における旧制中等教育学校の一覧（きゅうせいちゅうとうきょういくがっこうのいちらん）とは、学制改革前（第二次世界大戦前）の山梨県内での旧学制の中等教育学校をまとめた一覧である。

## 旧制中学校

### 公立
- 甲府学問所 ⇒ 官学徽典館 ⇒ 山梨師範学校中予備学科 ⇒ 山梨県中学校（1880年）⇒ 山梨学校 ⇒ 徽典館 ⇒ 山梨県尋常中学校（1887年）⇒ 山梨県中学校 ⇒ 山梨県一中学校 ⇒ 山梨県立山梨県一中学校 ⇒ 山梨県立甲府中学校 ⇒《新制》山梨県立甲府第一高等学校
- 山梨県中学校都留分校（1900年）⇒ 山梨県第一中学校都留分校 ⇒ 山梨県第二中学校都留分校 ⇒ 山梨県立都留中学校 ⇒《新制》山梨県立都留第一高等学校 ⇒（1950年：統合）山梨県立都留高等学校
- 山梨県第二中学校（1901年）⇒ 山梨県立日川中学校 ⇒《新制》山梨県立日川高等学校
- 山梨県立韮崎中学校（1922年）⇒《新制》山梨県立韮崎第一高等学校 ⇒（1950年：統合）山梨県立韮崎高等学校
- 山梨県立身延中学校（1923年）⇒《新制》山梨県立身延第一高等学校 ⇒（1950年：統合）山梨県立身延高等学校

### 私立
- 善学院（1556年）⇒ 西谷檀林 ⇒ 身延檀林（1874年）⇒ 中教院、大檀支林、宗義専門学校、小檀林 ⇒ 祖山大学院（1893年）⇒ 祖山学院 ⇒ 祖山学院中等部（1912年）⇒ 祖山中学林 ⇒ 祖山中学 ⇒《新制》身延山高等学校

## 高等女学校

### 公立
- 山梨県高等女学校（1902年）⇒ 山梨県立高等女学校 ⇒ 山梨県立第一高等女学校 ⇒ 山梨県立甲府高等女学校 ⇒《新制》山梨県立甲府第二高等学校 ⇒ 山梨県立甲府西高等学校（1977年）
- 東山梨郡立実科高等女学校（1917年）⇒ 東山梨郡立東山梨高等女学校（1920年）⇒ 山梨県立第二高等女学校 ⇒ 山梨県立山梨高等女学校（1924年：山梨県女子師範学校を併設）⇒《新制》山梨県立山梨高等学校
- 山梨県立第三高等女学校（1922年）⇒ 山梨県立巨摩高等女学校 ⇒《新制》山梨県立巨摩高等学校
- 山梨県立第四高等女学校（1923年）⇒ 山梨県立都留高等女学校 ⇒《新制》山梨県立都留第二高等学校 ⇒（1950年：統合）山梨県立都留高等学校
- 谷村実科女学校（1916年：南都留郡谷村町）⇒ 町立谷村実科高等女学校 ⇒ 町立谷村高等女学校（1926年）⇒ 山梨県立谷村高等女学校 ⇒《新制》山梨県立谷村東高等学校 ⇒（統合）山梨県立谷村高等学校 ⇒（1966年：普通科を移管し開校）山梨県立桂高等学校 ⇒（2014年：統合）山梨県立都留興譲館高等学校
- 町村組合立岳麓高等女学校（1942年）⇒ 山梨県立岳麓高等女学校 ⇒《新制》山梨県立岳麓高等学校 ⇒（1950年：統合）山梨県立吉田高等学校
- 市川大門町立女子市川実業補習学校（1914年）⇒ 町立市川実科高等女学校 ⇒ 町立市川高等女学校（1943年）⇒《新制》町立市川高等学校 ⇒（1950年：県へ移管）山梨県立市川高等学校 ⇒（2020年：統合）山梨県立青洲高等学校
- 身延実科高等女学校（1928年）⇒ 山梨県立身延高等女学校（1944年）⇒《新制》山梨県立身延第二高等学校 ⇒（1950年：統合）山梨県立身延高等学校
- 町村組合立韮崎実科高等女学校（1927年）⇒ 山梨県立韮崎高等女学校（1946年）⇒《新制》山梨県立韮崎第二高等学校 ⇒（1950年：統合）山梨県立韮崎高等学校
- 私立玉聲舎（1893年）⇒ 私立玉聲裁縫女学校（1917年）⇒ 甲府市立玉聲裁縫女学校（1944年）⇒ 甲府市立玉成女学校⇒《新制》甲府市立甲府女子高等学校 ⇒ 甲府市立甲府高等学校 ⇒ 山梨県立甲府高等学校（1952年）⇒ 山梨県立第一商業高等学校（1965年）⇒（1997年：統合）山梨県立甲府城西高等学校
- 峡南実科高等女学校（1927年）⇒（1929年：廃止）
- 山梨県睦合実科高等女学校（1928年）⇒（1935年：廃校）

### 私立
- 山梨裁縫女学校（1900年）⇒ 山梨実科高等女学校 ⇒ 甲府湯田高等女学校（1925年）⇒《新制・統合》甲府湯田高等学校 ⇒ 甲斐清和高等学校（2011年）
- 山梨英和女学校（1889年）⇒ 山梨栄和女学校 ⇒ 山梨栄和高等女学校（1943年）⇒《新制》山梨栄和中学校・高等学校 ⇒ 山梨英和中学校・高等学校（1958年）
- 甲府高等家政女学校 ⇒《新制・統合》甲府湯田高等学校 ⇒ 甲斐清和高等学校

## 実業学校
農学校#関東地方、旧制中等工業学校#中部地方を参照

### 公立

#### 山梨・甲府
- 甲府市立甲府商業学校（1901年）⇒《新制》甲府市立甲府商業高等学校
- 山梨県立農林学校（1904年：中巨摩郡竜王村）⇒（1917年：甲府市伊勢町へ移転）⇒（1946年：中巨摩郡玉幡村へ移転）⇒《新制》山梨県立農林高等学校
- 甲府市立工芸学校（1917年甲府市工町）⇒（1928年：甲府市塩部へ移転）⇒ 甲府市立甲府工業学校（1936年）⇒ 山梨県立甲府工業学校（1941年）⇒《新制》山梨県立甲府工業高等学校

#### 八代
- 山梨県養蚕教習所（1895年：東八代郡清野村）⇒ 東八代郡立山梨蚕業学校（1896年：東八代郡石和村）⇒ 山梨県立蚕業学校（1922年）⇒ 山梨県立農蚕学校（1944年）⇒《新制》山梨県立農蚕高等学校 ⇒ 山梨県立石和高等学校（1950年）⇒（1961年：農業課程が分離独立）山梨県立山梨園芸高等学校 ⇒（2010年：統合）山梨県立笛吹高等学校

#### 巨摩
- 北巨摩郡立農学校（1916年：北巨摩郡日野春村）⇒ 山梨県北巨摩農学校（1921年）⇒ 山梨県立峡北農学校（1922年）⇒《新制》山梨県立峡北農林高等学校 ⇒（1950年：統合）山梨県立峡北高等学校 ⇒（1963年：須玉分校が山梨県立須玉商業高等学校として分離独立）⇒（1975年：分離）山梨県立峡北農業高等学校、山梨県立峡北高等学校（第二次：長坂町）⇒（2001年：山梨県立峡北高等学校、山梨県立峡北農業高等学校、山梨県立須玉商業高等学校を統合）山梨県立北杜高等学校
- 峡北農学校同窓会立巨摩農蚕学校（1946年）⇒ 組合立巨摩農蚕学校 ⇒《新制》組合立長坂高等学校 ⇒（1950年：統合）山梨県立峡北高等学校
- 組合立峡南農工学校（1923年：西八代郡富里村）⇒ 山梨県立峡南農工学校（1927年）⇒《新制》山梨県立峡南農工高等学校 ⇒ 山梨県立峡南高等学校（1957年）⇒（2020年：統合）山梨県立青洲高等学校

#### 都留
- 山梨県南都留郡染織学校（1896年：南都留郡谷村）⇒（1905年：県立移管、北都留郡広里村へ移転）山梨県立工業学校 ⇒（1910年：南都留郡谷村へ移転）⇒（1923年：南都留郡立実業学校と統合）山梨県立工商学校 ⇒ 山梨県立谷村工商学校（1941年）⇒《新制》山梨県立谷村南高等学校 ⇒（1950年：統合）山梨県立谷村高等学校 ⇒（1966年：普通科を山梨県立桂高等学校に移管）⇒ 山梨県立谷村工業高等学校（1970年）⇒（2014年：山梨県立桂高等学校と統合）山梨県立都留興譲館高等学校
  - 南都留郡立実業学校（1920年）⇒（1923年：山梨県立工商学校に統合）
- 山梨県立岳麓農工学校（1937年）⇒《新制》山梨県立岳麓農工高等学校 ⇒（1950年：統合）山梨県立吉田高等学校 ⇒（1965年：農業科・紡織科・商業科・家庭科を廃止）

### 私立
- 甲府女子商業学校 ⇒《新制・統合》甲府湯田高等学校 ⇒ 甲斐清和高等学校
- 瑞穂実業学校